# Kort Haarlem
Kort Haarlem is een woonwijk in het zuiden van Gouda, in de Nederlandse provincie Zuid-Holland. De wijk heeft, inclusief Gouda Oost, ongeveer 9.865 inwoners.
Kort Haarlem en het aangrenzende Gouda Oost (dat de buurten Oosterwei, Vreewijk en Voorwillenseweg omvat) kunnen zowel als losse wijken gezien worden, als samen als één wijk. Deze wijk wordt dan begrensd door de Spoorstraat en de Binnenstad in het westen, de spoorlijn in het noorden, de wijk Goverwelle in het oosten en de Hollandse IJssel in het zuiden. Als Kort Haarlem als afzonderlijke wijk wordt gezien (zoals op het nevenstaande kaartje), dan wordt Kort Haarlem in het oosten begrensd door de Joubertstraat.

## Buurten in Kort Haarlem
Kort Haarlem is onderverdeeld in zes buurten:
- Tuindorp Josephbuurt
- Oosterwei
- Vreewijk
- Voorwillenseweg
- Kadenbuurt
- Kort Haarlem[2]

Binnenstad (incl. Nieuwe Park) · Bloemendaal · Plaswijck · Noord (incl. Achterwillens) · Korte Akkeren · Kort Haarlem (incl. Josephbuurt, Oosterwei, Vreewijk en Voorwillens) · Goverwelle · Stolwijkersluis · Westergouwe (incl. Oostpolder in Schieland met Broek en Broekhuizen)